# Sun Ra
Sun Ra (по документам Le Sony’r Ra, имя при рождении — Герман Пул Блаунт (англ. Herman Poole Blount)) — американский джазовый композитор, руководитель группы, поэт и философ, постановщик спектаклей, известный своей экспериментальной музыкой, «космической философией», творческой плодовитостью и необычными театральными представлениями. Был принят в Алабамский джазовый зал славы в 1979 году. Большую часть своей карьеры руководил The Arkestra, коллективом с часто менявшимся названием и составом.
Блаунт родился и вырос в Алабаме. В конце 1940-х годов он приобщился к чикагской джазовой сцене. Вскоре он отказался от своего имени при рождении, взяв имя Le Sony’r Ra, сокращенное до Sun Ra (в честь Ра — египетского бога Солнца). Утверждая, что он пришелец с Сатурна с миссией проповедовать мир, он мифологизировал свою личность и развил своеобразное кредо, которое сделало его пионером афрофутуризма. На протяжении всей своей жизни он отрицал связь со своей изнчальной личностью, говоря: «Любое имя, которое я использую, кроме Ра, является псевдонимом».
Его эклектичная и авангардная музыка перекликалась со всей историей джаза, от рэгтайма и раннего новоорлеанского горячего джаза до свинга, бибопа, фри-джаза и фьюжн. Его композиции варьировались от клавишных соло до произведений для больших оркестров из более чем 30 музыкантов, не считая песен, гимнов, произведений для ударных. С середины 1950-х годов до своей смерти Ра руководил музыкальным коллективом The Arkestra (в котором в разное время участвовали Маршалл Аллен, Джон Гилмор, Джун Тайсон). В его выступлениях часто участвовали танцоры и музыканты, одетые в сложные футуристические костюмы, вдохновленные древнеегипетской одеждой и наступавшей космической эрой. (После вынужденного ухода Ра в 1992 году, группа продолжала свою деятельность под названием The Sun Ra Arkestra, а с 2018 года продолжает выступать под руководством Ра Маршалла Аллена.)
Хотя его успех среди широкой публики был ограниченным, Сан Ра был плодовитым записывающимся исполнителем и часто играл живую музыку, он оставался влиятельной фигурой на протяжении всей своей жизни благодаря своей музыке и своей харизме. При всей своей яркости он был мягким, вежливым, очень дисциплинированным человеком. Сейчас он широко почитается новатором, особенно в области свободной импровизации и модального джаза, а также за раннее использование электронных клавишных и синтезаторов. За свою карьеру он записал десятки синглов и более ста полноформатных альбомов, включающих более 1000 песен, что сделало его одним из самых плодовитых музыкантов XX века.

## Биография

### Детство
Герман Пул Блаунт родился 22 мая 1914 года в Бирмингеме, штат Алабама, США (эти сведения обнаружил и опубликовал в 1998 году в своей книге его биограф Джон Швед). Герман был назван в честь популярного в то время эстрадного фокусника Блэка Хермана (англ. Black Herman), который произвел глубокое впечатление на его мать. Мальчика с детства называли «Сонни», его мать и бабушка обожали его, у него были старшая сестра и сводный брат.
На протяжении десятилетий о ранней жизни Сан Ра было известно очень мало, и он способствовал этой загадочности, он обычно давал уклончивые, противоречивые или, казалось бы, бессмысленные ответы на личные вопросы и отрицал свое имя при рождении. Он предположил, полушутя, что был дальним родственником Элайджи Пула, позже известного как Элайджа Мухаммад, лидера Нации ислама. День рождения сан Ра в течение многих лет оставался неизвестным, поскольку заявленные им даты варьировались от 1910 до 1918 года. Даже за несколько лет до его смерти дата рождения Сан Ра все еще оставалась загадкой. Но Швед смог разыскать информации о его ранней жизни и установил дату рождения — 22 мая 1914 года.
Свой музыкальный талант Герман продемонстрировал будучи ещё ребёнком. Он обладал превосходной музыкальной памятью, был в состоянии хорошо играть с листа на фортепиано, а также писал собственные песни уже в возрасте 11-12 лет. Его родной Бирмингем был важным пунктом в гастролях многих музыкальных коллективов, в том числе коллективов под управлением Флетчера Хендерсона, Дюка Эллингтона , Фетса Уоллера и других. По словам знакомых, после выступлений биг-бэндов Герман часто записывал по памяти транскрипции услышанных песен. При этом Блаунта с детства сопровождало чувство изоляции, что было вызвано крипторхизмом и хронической тестикулярной грыжей, он стыдился своих заболеваний.
В среднем подростковом возрасте, Блаунт уже полупрофессионально выступал в качестве сольного пианиста, а также в составе джазовых и ритм-н-блюз групп. Он посещал сегрегированную среднюю школу Бирмингема, теперь известную как средняя школа Паркера, где музыке он учился у Джона Т. «Фесса» Уотли — требовательного приверженца дисциплины, который пользовался большим уважением и из учеников которого выросло много профессиональных музыкантов.
Хотя его семья была глубоко религиозной, формально его семья не была связана ни с одной христианской церковью. У Блаунта было мало или совсем не было близких друзей в старшей школе, но его помнили добродушным и тихим, отличником и ненасытным читателем. Он пользовался библиотекой Черной масонской ложи как одного из немногих мест в Бирмингеме, где афроамериканцы имели неограниченный доступ к книгам. Книги о масонстве и других эзотерических концепциях из собрания библиотеки оказали на него сильное влияние.

### Начало карьеры
В 1934 году учительница биологии средней школы Этель Харпер организовала собственную группу, в которой нашлось место и молодому Герману Блаунту. Группа гастролировала по США, на юго-востоке и Среднем Западе. Внезапно Харпер покинула коллектив в середине тура и уехала в Нью-Йорк. Блаунт возглавил группу, переименовав её в Sonny Blount Orchestra. На протяжении нескольких месяцев Герман с группой продолжали гастролировать, но вскоре коллектив распался. Sonny Blount Orchestra не были успешны в финансовом плане, однако это не помешало им получить положительные отзывы от многих музыкантов. Это помогло Блаунту найти постоянную работу в Бирмингеме.
В клубах Бирмингема часто использовались экзотические украшения, такие как яркое освещение и фрески с тропическими сценами или оазисами. Некоторые считают, что это очень повлияло на Сан Ра и многое из этого он использовал позже в своих сценических шоу. Вместе с тем, игра в биг-бэндах давала черным музыкантам чувство гордости и единства, они высоко ценились в афроамериканском сообществе и даже среди белых, даже на сегрегированном Юге. От них ожидали дисциплины и презентабельности. Они часто играли для элитной белой публики, хотя им обычно запрещалось общаться с публикой.
В 1936 году ходатайство Уотли привело к тому, что Блаунт получил стипендию в Алабамском сельскохозяйственном и механическом университете (Alabama A&M). Там он получал музыкальное образование, изучал композицию, оркестровку и теорию музыки. Однако он бросил учебу через год.

### «Путешествие на Сатурн»
По утверждению Блаунта, в 1936 или 1937 году, во время глубоких религиозных размышлений его посетило очень яркое и необычное видение, которое заставило его бросить колледж. Сам Блаунт описывал его так:
«… Все мое тело превращается в нечто другое. Я мог видеть сквозь себя. И я пошел … Я не был в человеческом облике … Я приземлился на планете, которую я определил как Сатурн … они телепортировали меня, и я упал на сцене с ними. Они хотели поговорить со мной. У них было по одной небольшой антенне на каждом ухе. По антенне на каждом глазе. Они говорили со мной. Они сказали мне, чтобы я бросил колледж, потому что предстояли большие беды в школах … мир катится в полный хаос … Я должен говорить с миром своей музыкой, и мир будет слушать. Вот что они сказали мне.».
Сан Ра утверждал, что это видение очень сильно на него повлияло. Кроме этого на решение бросить колледж повлияли финансовые трудности и растущее чувство изоляции.
Однако, по словам Шведа, ближайшие знакомые музыканта не могут датировать это видение ранее 1952 года. К тому же Сан Ра сказал, что это случилось, когда он жил в Чикаго, а он поселился в Чикаго лишь в конце 1940-х годов. Сан Ра обсуждал видение без существенных изменений в деталях до конца своей жизни. Если верить его словам, его «путешествие к Сатурну» произошло за целое десятилетие до того, как летающие тарелки вошли в общественную культуру после инцидента с Кеннетом Арнольдом в 1947 году, примерно на 15 лет раньше, чем Джордж Адамски написал о контактах с «доброжелательными существами», и почти за 20 лет до дела Барни и Бетти Хилл 1961 года, которые рассказали о похищении инопланетянами. Швед говорит в своей книге, что «даже если эта история является ревизионистской автобиографией … Сонни собирал ей воедино несколько направлений своей жизни. Он одновременно предсказывал свое будущее и объяснял свое прошлое одним актом личной мифологии».

### Новое погружение в музыку в конце 1930-х
После окончания колледжа Блаунт стал известен как самый преданный музыке человек в Бирмингеме. Он редко спал, ссылаясь на Томаса Эдисона, Леонардо да Винчи и Наполеона как на очень продуктивных людей, которые тоже мало спали. Он превратил первый этаж дома своей семьи в музыкальную мастерскую, где он писал песни, расшифровывал записи, репетировал со многими музыкантами, которые приходили и уходили, и обсуждал библейские и эзотерические концепции со всеми, кто был заинтересован.
Блаунт стал постоянным клиентом бирмингемской компании Forbes Piano Company, принадлежавшей белым. Блаунт почти ежедневно посещал здание Forbes, чтобы слушать музыку, обмениваться идеями с персоналом и клиентами или копировать ноты в свои записные книжки. Он сформировал новую группу и, как и его старый учитель Уотли, настаивал на ежедневных строгих репетициях. Новый коллектив, Sonny Blount Orchestra, заработал репутацию впечатляющей и дисциплинированной группы, которая может играть в самых разных стилях с одинаковым мастерством.

### Призыв и военное время
В октябре 1942 года Блант получил уведомление о том, что он призван в армию Соединенных Штатов. Он быстро объявил себя отказником от военной службы по соображениям совести, сославшись на религиозные возражения против войны и убийства, а также необходимость финансовой поддержки своей двоюродной бабушки Иды и свою хроническую грыжу. Местная призывная комиссия отклонила его возражения. В обращении в призывную комиссию Блаунт написал, что отсутствие чернокожих мужчин в призывной комиссии «попахивает гитлеризмом». Отказ Сонни пойти в армию сильно смутил его семью, многие родственники подвергли его остракизму. В конце концов он был утвержден на альтернативную службу в лагере CPS (Civilian Public Service) в Пенсильвании, но он не явился в лагерь 8 декабря 1942 года, как требовалось. Вскоре после этого он был арестован в Алабаме.
В суде Блаунт заявил, что альтернативная служба неприемлема; он обсуждал с судьей вопросы права и библейского толкования. Судья постановил, что Блаунт нарушает закон и должен быть призван в армию США. Блаунт ответил, что в случае вступления в армию он использует оружие и подготовку, чтобы убить высокопоставленного военного офицера при первой возможности. Судья приговорил Блаунта к тюремному заключению до решения призывной комиссии, а затем сказал: «Я никогда раньше не видел такого негра, как вы». Блаунт ответил: «Да, и больше никогда не увидите».
В январе 1943 года Блаунт написал в Службу маршалов США из тюрьмы округа Уокер, штат Алабама, в Джаспере. Он сказал, что столкнулся с нервным срывом из-за стресса в тюрьме, что он склонен к суициду и что он постоянно опасается сексуального насилия. Когда в феврале 1943 года его статус отказника по убеждениям был подтвержден, его отправили в Пенсильванию. Днем он работал в лесном хозяйстве, а ночью ему разрешалось играть на пианино. Психиатры описали его как «психопатическую личность, сексуально извращенную», но также как «хорошо образованного цветного интеллектуала».
В марте 1943 года призывная комиссия реклассифицировала Блаунта как негодного к службе из-за его грыжи, и он вернулся в Бирмингем, озлобленный и разгневанный. Он сформировал новую группу и вскоре начал играть профессионально. После того, как его любимая двоюродная бабушка Ида умерла в 1945 году, Блаунт не чувствовал причин оставаться в Бирмингеме. Он распустил группу и переехал в Чикаго на волне Второй Великой миграции южных афроамериканцев, которые переезжали на север во время и после Второй мировой войны.

### Чикагские годы (1945—1961)
В Чикаго Блаунт быстро нашел работу с блюзовым певцом Винони Харрисом, с которым он дебютировал в записи двух синглов 1946 года: Dig This Boogie / Lightning Struck the Poorhouse и My Baby’s Barrelhouse / Drinking By Myself. Композиция Dig This Boogie также стала первым записанным фортепианным соло Блаунта. Он выступал с успешной местной группой Lil Green и несколько месяцев играл в стриптиз-клубах города Калумет Сити музыку в стиле bump-and-grind.
В августе 1946 года Блаунт получил длительный контракт на игру в клубе DeLisa под руководством руководителя оркестра и композитора Флетчера Хендерсона. Блаунт долгое время восхищался Хендерсоном, но слава Хендерсона угасала, во многом из-за его проблем со здоровьем из-за тяжелых травм, полученных в автомобильной аварии. Его группа теперь состояла из музыкантов среднего уровня, а не из звезд прошлых лет. Хендерсон нанял Блаунта в качестве пианиста и аранжировщика, заменив им Марла Янга. Изначально аранжировки Ра демонстрировали некоторую степень влияния бибопа, но участники группы сопротивлялись новой музыке, несмотря на поддержку Хендерсона.
В 1948 году Блаунт недолго выступал в трио с саксофонистом Колменом Хокинсом и скрипачом Стаффом Смитом, оба были выдающимися музыкантами. Нет информации о сохранившихся записях этого трио, но есть домашняя запись Блаунта и Смита в дуэте 1953 года.
То, с чем Блаунт столкнулся в Чикаго, не только способствовало профессиональному росту, но и изменило его личное мировоззрение. Город был центром афроамериканской политической активности и маргинальных движений, где черные мусульмане, черные евреи и другие течения проповедовали, обсуждали и печатали листовки и книги. Блаунт впитал все это, кроме того он был очарован множеством зданий и памятников в Чикаго в древнеегипетском стиле. Он читал такие книги, как «Украденное наследие» Джорджа Дж. М. Джеймса, где утверждалось, что корни классической греческой философии уходят в Древний Египет. Блаунт пришел к выводу, что достижения и история африканцев систематически подавлялись и отрицались европейскими культурами.
К 1952 году Блаунт возглавлял «Космическое трио» с барабанщиком Томми «Багзом» Хантером и саксофонистом Патом Патриком — двумя из самых опытных музыкантов, которых он знал. Они регулярно выступали, и в тот период Блаунт начал писать более сложные песни.
20 октября 1952 года Блаунт официально изменил свое имя на Le Sony’r Ra. Он утверждал, что ему всегда было неудобно из-за своего имени при рождении. Он считал это рабским именем из чужой семьи. Дэвид Мартинелли предположил, что это изменение было похоже на то, как «Малкольм Икс и Мухаммед Али … [отбрасывали] свои рабские имена в процессе обретения нового самосознания и самоуважения».
Патрик покинул группу, чтобы переехать во Флориду со своей новой женой. Его друг Джон Гилмор (тенор-саксофонист) присоединился к группе, и вскоре также Маршалл Аллен (альт-саксофон). Патрик входил в группу и выходил из нее до конца своей жизни, но Аллен и Гилмор были двумя самыми преданными членами группы. На самом деле Гилмора часто критиковали за то, что он оставался с Сан Ра в его Sun Ra Arkestra более сорока лет, когда он сам мог бы быть сильным лидером собственной группы. Саксофонист Джеймс Сполдинг и тромбонист Джулиан Пристер также записывались с Sun Ra в Чикаго, но оба продолжили свои карьеры вне Sun Ra Arkestra. Чикагский тенор-саксофонист Фон Фримэн также недолго проработал в группе в начале 1950-х годов.
В Чикаго Сан Ра познакомился с Алтоном Абрахамом, не по годам развитым умным подростком, и в чем-то родственным Сан Ра по духу. Он стал самым большим подспорьем для Аркестры и одним из ближайших друзей Сан Ра. Оба чувствовали себя посторонними и разделяли интерес к эзотерике. Сильные стороны Абрахама уравновешивали недостатки Ра: хотя Ра был дисциплинированным руководителем оркестра, он был несколько замкнутым и лишенным делового чутья (черта, преследовавшая его всю его карьеру). Абрахам был общительным, с хорошими связями, и практичным. Еще будучи подростком, Абрахам в конце концов стал де-факто бизнес-менеджером Сан Ра: он заказывал выступления, предлагал музыкантов для Arkestra, вводил популярные песни в репертуар группы. Ра, Авраам и другие образовали своего рода книжный клуб, обменивались идеями и обсуждали необычные темы, которые их интересовали. Группа напечатала ряд брошюр и листовок, объясняющих их выводы и идеи. Некоторые из них были собраны критиками Джоном Корбеттом и Энтони Элмсом в книге «Мудрость Сан Ра: полемические брошюры и проспекты Сан Ра» (2006).
В середине 1950-х Сан Ра и Абрахам основали независимый лейбл, известный как El Saturn Records (у него было несколько вариаций названия). Первоначально компания Saturn Records выпустила два полноформатных альбома Сан Ра и связанных с ним артистов на пластинках 45 оборотов в минуту: Super-Sonic Jazz (1957) и Jazz In Silhouette (1959). Продюсер Том Уилсон был первым, кто выпустил альбом Сан Ра через свой независимый лейбл Transition Records в 1957 году под названием Jazz by Sun Ra. В то время Sun Ra Arkestra записала и первый из десятков синглов в качестве наемной группы с рядом исполнителей ду-воп и R&B; несколько десятков из них были позднее переизданы в виде двух компакт-дисков под названием The Singles, лейблом Evidence Records.
В конце 1950-х годов Сан Ра и его группа начали носить диковинные, египетские или научно-фантастические костюмы и головные уборы. Эти костюмы преследовали несколько целей: они отражали восхищение Сан Ра Древним Египтом и начинавшейся космической эрой, а также обеспечивали узнаваемую униформу для Аркестры и обеспечивали для группы новую идентичность на сцене, с комическим оттенком (Сан Ра считал, что музыканты-авангардисты обычно слишком серьезно к себе относятся).

### Годы в Нью-Йорке (1961-68)
Сан Ра и Arkestra переехали в Нью-Йорк осенью 1961 года. Чтобы сэкономить деньги, Сан Ра и члены его группы жили вместе. Это позволяло Сан Ра устраивать репетиции спонтанно в любое время, что стало его привычкой. Именно в это время в Нью-Йорке он записал альбом The Futuristic Sound of Sun Ra.
В марте 1966 года Arkestra организовали регулярное выступление вечером по понедельникам в Slug’s Saloon. Это был прорыв к новой аудитории и признанию. Популярность Сан Ра достигла пика в этот период, когда поколение битников и первые последователи психоделики приняли его. Регулярно в течение следующих полутора лет (и с перерывами в течение следующих пяти лет) Сан Ра и его коллектив выступали в Slug’s для публики, в которую в конечном итоге вошли музыкальные критики и ведущие джазовые музыканты. Мнения о музыке Сан Ра разделились (и критики были не редкостью), однако высокие оценки были получены от двух очень влиятельных фигур бибопа: трубач Диззи Гиллеспи поддержал сан Ра, однажды заявив: «Так держать, Сонни, они пытались сделать то же самое со мной», а пианист Телониус Монк упрекнул кого-то, кто сказал, что Сан Ра «слишком рассчитан на знатоков» (англ. too far out), ответив: «Да, но он свингует!»
Также в 1966 году «Аркестра» вместе с участниками Блюзового проекта Эла Купера записали альбом «Бэтмен и Робин» под псевдонимом «Сенсационные гитары Дэна и Дейла». Альбом состоял в основном из инструментальных вариаций на тему Бэтмена и классической музыки, являющейся общественным достоянием, с незарегистрированной вокалисткой, исполнившей тему Робина.
Несмотря на тщательное планирование бюджета группы, расходы в Нью-Йорке в конечном итоге стали слишком высокими и побудили группу переехать в Филадельфию.

### Год в Филадельфии (1968)
В 1968 году, когда здание в Нью-Йорке, которое они арендовали, было выставлено на продажу, Сан Ра и «Аркестра» переехали в район Джермантаун в Филадельфии. Сан Ра переехал в дом на Мортон-стрит, который до его смерти стал штаб-квартирой «Аркестры». С группой сблизился саксофонист Дэнни Рэй Томпсон, который владел и управлял «Логовом фараона», магазинчиком по соседству. Несмотря на жалобы на шум от репетиций, вскоре «Аркестру» стали считать хорошими соседями из-за их дружелюбия, жизни без наркотиков и взаимопонимания с молодежью. Когда молния ударила в дерево на их улице, Сан Ра воспринял это как добрый знак. Джеймс Джексон создал из обгоревшего ствола дерева «барабан космической бесконечности» (англ. Cosmic Infinity Drum). Живя в Филадельфии, они добирались по железной дороге до Нью-Йорка, чтобы в понедельник вечером выступать в Slug’s Saloon.
Сан Ра стал известной фигурой в Филадельфии, периодически появляясь на радио WXPN, читая публичные лекции и посещая городские библиотеки. В середине 1970-х годов «Аркестра» иногда давала бесплатные субботние послеобеденные концерты в парке Джермантаун рядом с их домом. На их концертах в середине 1970-х годов в ночных клубах Филадельфии кто-нибудь обычно стоял в задней части зала и продавал их пластинки без опознавательных знаков в простых белых обложках, кустарно записанные с живых выступлений группы.

### Калифорния и мировые турне (1968—1993)
В конце 1968 года Сан Ра и «Аркестра» совершили свой первый тур по Западному побережью США. Реакции были неоднозначными. Хиппи, привыкшие к психоделике наподобие The Grateful Dead, были часто сбиты с толку музыкой «Аркестры». К этому времени в шоу принимали участие 20-30 музыкантов, танцоров, певцов, факиров с огнем. На шоу было тщательно проработанное необычное освещение. Джон Бёркс из Rolling Stone написал положительный отзыв об их концерте в Государственном колледже Сан-Хосе. Сан Ра был изображен на обложке журнала Rolling Stone от 19 апреля 1969 года, тогда миллионы людей познакомились с его загадочным взглядом. Во время этого турне Дэймон Чойс, в то время учившийся в Сан-Хосе, присоединился к «Аркестре» и стал ее вибрафонистом.
Начиная с концертов во Франции, Германии и Великобритании в 1970 году, «Аркестра» начали гастролировать по всему миру. Они играли для публики, которая знала его музыку только по пластинкам. Сан Ра продолжал играть в Европе почти до конца своей жизни. Саксофонист Дэнни Рэй Томпсон в ту эпоху стал де-факто туроператором и бизнес-менеджером группы. Он часто требовал деньги за выступления и записи группы вперед.
В начале 1971 года Сан Ра был принят в качестве штатного артиста (англ. artist-in-residence) в Калифорнийском университете в Беркли, где преподавал курс под названием «Черный человек в космосе». На курс записалось мало студентов, но его классы часто были полны любопытствующих. Половина каждого занятия была посвящена лекции (с конспектами, домашними заданиями), остальные полчаса — выступлению Arkestra или соло на клавишных Сан Ра. В рекомендуемую Сан Ра к своим лекциям литературу входили произведения Елены Блаватской и Генри Дюма, Тибетская Книга мёртвых, «Два Вавилона» Александра Хислопа, «Оаспе, Новая Библия», а также различные книги, посвященные египетским иероглифам, афроамериканскому фольклору и другим темам.
В 1971 году Сан Ра путешествовал по Египту с Arkestra по приглашению барабанщика Салаха Рагаба. Он возвращался в Египет в 1983 и 1984 годах, когда записывался с Рагабом. Записи, сделанные в Египте: Live in Egypt, Nidhamu, Sun Ra Meets Salah Ragab, Egypt Strut и Horizon.
В 1972 году продюсер общественной телекомпании KQED в Сан-Франциско Джон Кони, продюсер Джим Ньюман и сценарист Джошуа Смит вместе с Сан Ра создали 85-минутный фильм под названием Space Is the Place с участием Arkestra и профессиональных актеров. Его снимали в Окленде и Сан-Франциско. В 1975 году на шоу-концерте Arkestra в Кливленде на разогреве играл ранний состав Devo. 20 мая 1978 года Сан Ра и «Аркестра» появились в популярном телешоу Saturday Night Live.
Осенью 1979 года в Нью-Йорке Сан Ра и Arkestra были наняты в качестве постоянной группы (англ. house band) в театр Squat Theater на 23-й улице, где тогда базировалась авангардная труппа венгерского театра. Янош, их менеджер, фактически превратил театр в ночной клуб, в то время как большая часть труппы в тот сезон отсутствовала, выступая в Европе. Постоянными посетителями шоу там были Дебби Харри, Джон Кейл из The Velvet Underground, Нико, известная по авангардным фильмам Энди Уорхола, Джон Лури, The Lounge Lizards и другие заметные поп- и авангардистские фигуры. Сан Ра всегда был дисциплинирован, пил на концертах только газировку, но не навязывал свой строгий кодекс своим музыкантам, которые, впрочем, и так уважали его дисциплину и авторитет. Вежливый и харизматичный Сан Ра превратил Squat Theater во «вселенную космического джаза», как тогда говорили. Выступления Сан Ра поддерживала танцевальная группа Jupiterettes («Юпитеретки»). Сан Ра руководил шоу, при этом играя на трех синтезаторах.
The Arkestra продолжали гастролировать и записываться на протяжении 1980-х и 1990-х годов.

## Смерть
Сан Ра перенес инсульт в 1990 году, но продолжал сочинять, выступать и руководить The Arkestra. В конце своей карьеры он открывал несколько концертов нью-йоркской рок-группы Sonic Youth. Когда он чувствовал себя слишком плохо, чтобы выступать и гастролировать, Сан Ра назначал Гилмора руководить «Аркестрой», но Гилмор сам был ослаблен эмфиземой, после его смерти в 1995 году Аллен стал брать на себя руководство «Аркестрой».
В конце 1992 года Сан Ра вернулся в свой родной город Бирмингем, чтобы жить со своей старшей сестрой Мэри Дженкинс, которая вместе с несколькими кузенами Блаунта стала за ним ухаживать. В январе 1993 года он был госпитализирован в Принстонский баптистский медицинский центр с сердечной недостаточностью, дыхательной недостаточностью и другими серьезными заболеваниями. Он умер в больнице 30 мая 1993 года и был похоронен на кладбище Элмвуд (англ. Elmwood). На могильном камне написано: «Герман Сонни Блаунт, он же Le Sony’r Ra».

## Утрата оригиналов записей
25 июня 2019 года The New York Times Magazine назвал Сан Ра среди сотен исполнителей, чей материал, как сообщается, был уничтожен во время пожара в Universal Studios Hollywood 2008 года.